# Sichuanhua
Het Sichuanhua is een dialect van het Mandarijn dat tot het Zuidwest-Mandarijn (西南官话) behoort. Het dialect wordt voornamelijk gesproken in de Chinese provinciestad Chongqing, provincie Guizhou en provincie Sichuan.
Het dialect wordt door 120 miljoen mensen gesproken.

## Classificatie
- Sino-Tibetaanse talen
  - Chinese talen
    - Mandarijn
      - Zuidwest-Mandarijn
        - Sichuanhua

## Geschiedenis
Het Sichuanhua dat in de Song-dynastie werd gesproken, verschilt heel erg van het Sichuan dat van de Yuan-dynastie tot nu wordt gesproken. Tijdens de Song-dynastie werd het Zuidwest-Mandarijn samen met het Sichuanhua, "Xiyu 西语" genoemd. Omdat er tussen de Zuidwest-Mandarijnse dialecten weinig verschillen waren. Door de invallen van de Jurchen en de Mongolen daalde het aantal inwoners van Sichuan. Pas in de late Qing-dynastie groeide de bevolking. Aan het begin van de Qing-dynastie woonden er maar 500.000 mensen in Sichuan. Tegenwoordig wonen er zo'n 87.250.000 mensen.

## Kenmerken
Het Sichuanhua wordt gekenmerkt door het weglaten van een paar klanken van het Standaardmandarijns in pinyin. Namelijk de beginklanken: [zh-], [ch-] en [sh-].
Voorbeeld:
- "zhìshāng" 智商, wat IQ betekent, wordt in het Sichuan uitgesproken als "zǐsāng"

Ook de beginklank [n-] verandert, namelijk in [l-]. Deze klankverandering komt niet voor in het dialect Chengdu.
De eindklanken: [-ing] en [-in] uit het Standaardmandarijns worden veranderd in [-eng] en [-en].
De [w-] wordt [v-] en de klanken [in], [en] en [an] krijgen in het Sichuan een [ng-] erbij.
Voorbeeld:
- "an" 安, wat rust betekent, wordt veranderd in [ngan].

In het kort:
- zh- > z-
- ch- > c-
- sh- > s-
- n- > l-
- w- > v-
- -an > -eh van "bed"
- -ing > -eng
- -in > -en
- in > ngin
- en > ngen
- an > ngan

## Enkele woorden
| Sichuan woorden |                                              |                   |                              |
| Nederlands      | Sichuanhua in Nederlands fonetische spelling | Sichuan in pinyin | Standaardmandarijn in pinyin |
| vrouw           | Nuu-wie                                      | X 女              | nü 女                        |
| zelf            | Dz Dz                                        | zi zi 自己        | zìjǐ 自己                    |
| wat?            | Sum Moh?                                     | X 什么            | shénme 什么                  |
| door            | Dzaauw                                       | zāo 遭            | bèi 被                       |
| vragen          | Wen                                          | X 问              | wèn 问                       |
| lastig          | Maa Fen                                      | mafen 麻烦        | máfan 麻烦                   |
| zien            | K'en                                         | X 看              | kān 看                       |